# خط عرض 40° جنوب
خط عرض 40° جنوب هي إحدى دوائر العرض الجغرافية، وهي دوائر وهمية تحيط بالكرة الأرضية، وموازية لخط الاستواء، وتتميز هذه الدائرة بأن الأراضي الواقعة عليها تنتمي للمنطقة المعتدلة الدفيئة.

## حول العالم
خط عرض 40° جنوب يبدأ من خط الزوال الأولي ويتجه شرقا ويمر عبر:
| الإحداثيات                           | البلد أو الإقليم أو البحر | ملاحظات                                                                         |
| ------------------------------------ | ------------------------- | ------------------------------------------------------------------------------- |
| 40°0′S 0°0′E / 40.000°S 0.000°E      | المحيط الأطلسي            |                                                                                 |
| 40°0′S 20°0′E / 40.000°S 20.000°E    | المحيط الهندي             |                                                                                 |
| 40°0′S 143°53′E / 40.000°S 143.883°E | أستراليا                  | تاسمانيا - King Island                                                          |
| 40°0′S 144°7′E / 40.000°S 144.117°E  | باس (مضيق)                |                                                                                 |
| 40°0′S 147°53′E / 40.000°S 147.883°E | أستراليا                  | تاسمانيا - جزيرة فلندرز                                                         |
| 40°0′S 148°17′E / 40.000°S 148.283°E | المحيط الهادئ             | بحر تسمان                                                                       |
| 40°0′S 175°3′E / 40.000°S 175.050°E  | نيوزيلندا                 | الجزيرة الشمالية (نيوزيلندا)                                                    |
| 40°0′S 176°54′E / 40.000°S 176.900°E | المحيط الهادئ             |                                                                                 |
| 40°0′S 73°42′W / 40.000°S 73.700°W   | تشيلي                     | إقليم لوس ريوس – مرورا عبر Punta Galera (في 40°0′S 73°42′W / 40.000°S 73.700°W) |
| 40°0′S 71°40′W / 40.000°S 71.667°W   | الأرجنتين                 | نيوكوين (محافظة) ريو نيغرو (محافظة) بوينس آيرس (محافظة)                         |
| 40°0′S 62°20′W / 40.000°S 62.333°W   | المحيط الأطلسي            |                                                                                 |